# La Boissière-en-Gâtine
La Boissière-en-Gâtine ist eine französische Gemeinde mit 226 Einwohnern (Stand: 1. Januar 2022) im Département Deux-Sèvres in der Region Nouvelle-Aquitaine. Sie gehört zum Arrondissement Parthenay und zum Kanton La Gâtine. Die Einwohner werden Buxériens genannt.

## Geographie
La Boissière-en-Gâtine liegt etwa 13 Kilometer südwestlich von Parthenay und 27 Kilometer nordnordöstlich von Niort. Der Autise begrenzt die Gemeinde im Südosten. La Boissière-en-Gâtine wird umgeben von den Nachbargemeinden Allonne im Norden, Saint-Pardoux-Soutiers im Nordosten und Osten, Saint-Marc-la-Lande im Südosten und Süden, Cours im Süden und Südwesten sowie Les Groseillers im Südwesten und Westen.

## Bevölkerungsentwicklung
| Jahr      | 1954 | 1962 | 1968 | 1975 | 1982 | 1990 | 1999 | 2006 | 2019 |
| Einwohner | 411  | 423  | 346  | 301  | 302  | 277  | 251  | 248  | 236  |

## Sehenswürdigkeiten

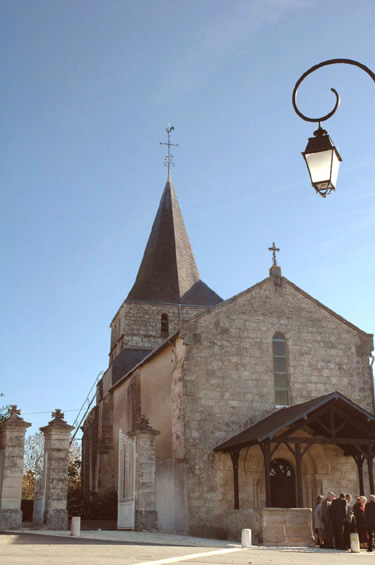
Kirche St. Martin

- Kirche St. Martin